# Eduard-Schopf-Allee

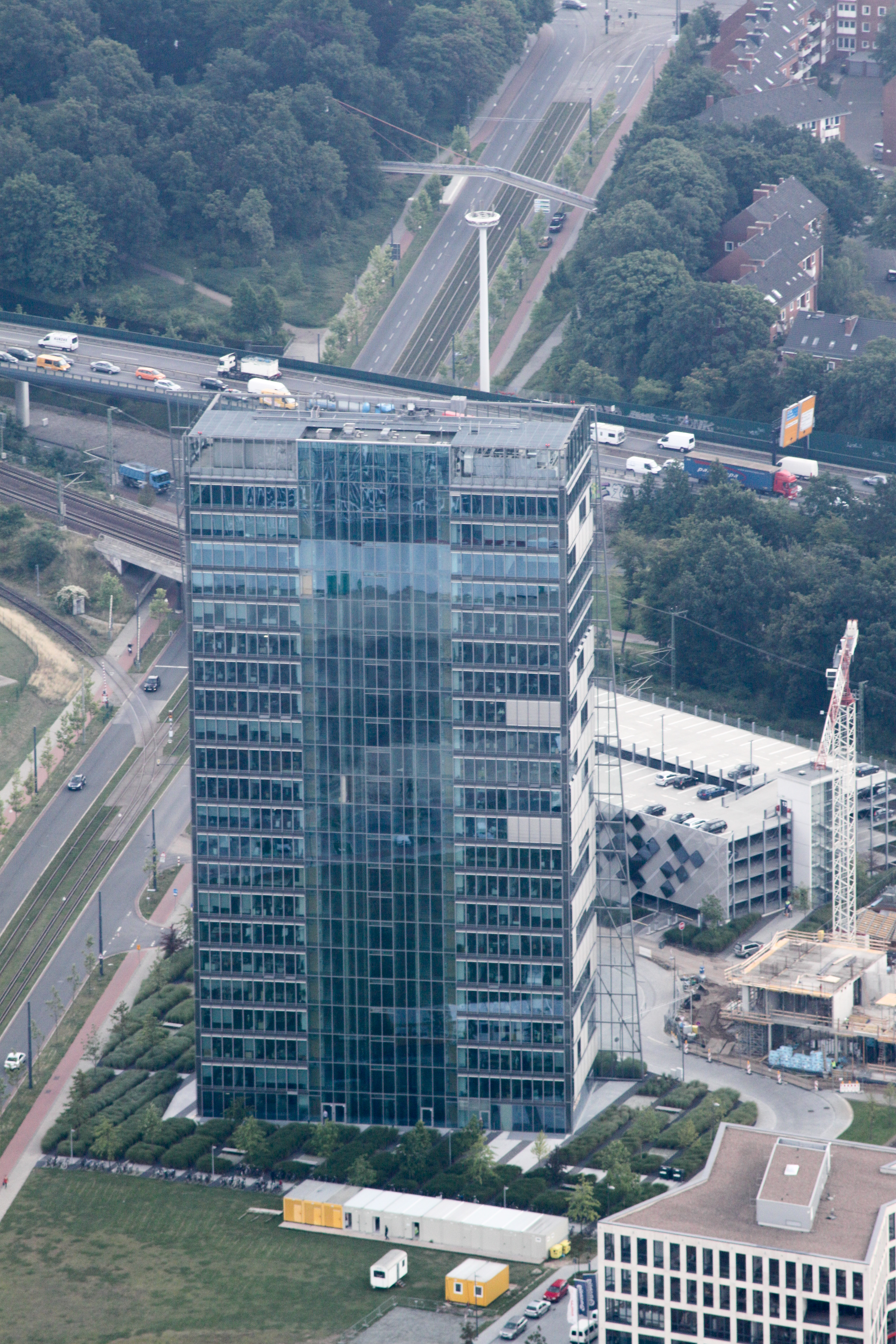
Oben links: Wallanlage, mittig: Eduard-Schopf-Allee und darüber die Bundesstraße, davor der Weser Tower

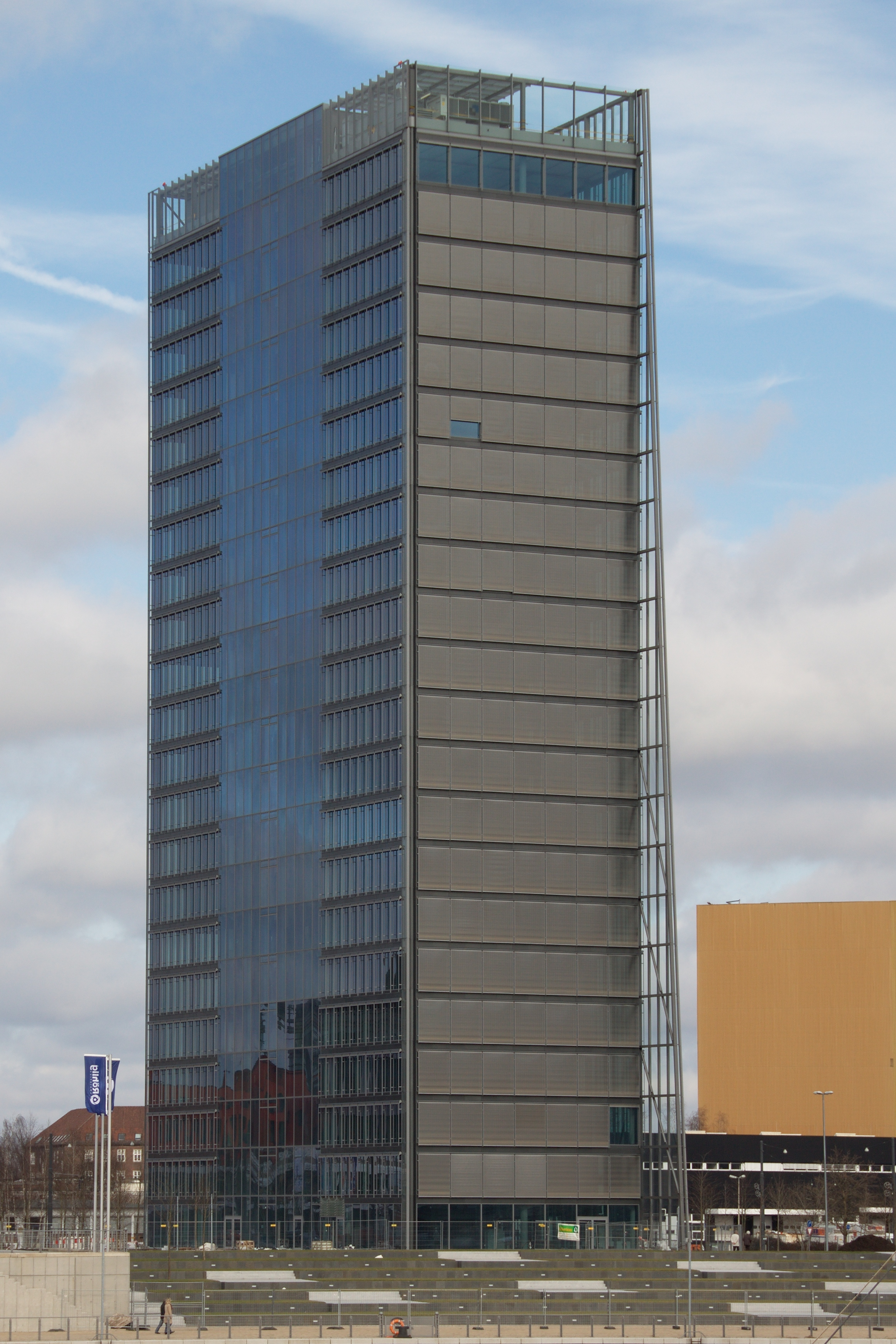
Weser Tower

Die Eduard-Schopf-Allee ist eine Durchgangsstraße in Bremen. Sie führt in Ost-West-Richtung von der Straße Am Wall im Ortsteil Altstadt, Stadtteil Mitte zur Straße Auf der Muggenburg im Ortsteil Überseestadt, Stadtteil Walle.
Die Querstraßen und die Anschlussstraßen wurden benannt als Am Wall nach den Bremer Wallanlagen als mittelalterliche Bremer Stadtbefestigung; Doventorstraße nach dem tauben (dove) Tor, das damals keinen direkten Anschluss an die Hauptwege hatte; Stephanibrücke nach dem Ortsteil Stephaniviertel zu der sie führt; Bindwams; Am Weser-Terminal nach dem früheren Weserbahnhof von 1859 als Güterbahnhof im Freihafen; Stephanitorsbollwerk nach dem Festungs-Bollwerk vor dem Ortsteil; Lloydstraße 1911 nach der Bremer Reederei Norddeutscher Lloyd; Auf der Muggenburg nach den niederdeutsch so genannten Muggen = Mücken oder evtl. der Familienname Muggen.

## Geschichte

### Name
Die Straße ist nach dem Unternehmer Eduard Schopf (1893–1935) und Gründer der Bremer Firma Eduscho benannt.

### Entwicklung
Vorläuferstraßen im Bereich unter der Bahnstrecke Bremen–Oldenburg waren vor 1945 der Straßenzug von der Hafenstraße zur Tannenstraße.
Nach den Zerstörungen alle Häuser in diesem Gebiet im Zweiten Weltkrieg entstanden stattdessen der Straßenzug von Am Wall zum Korffsdeich (nördlich, bis 1962 mit Straßenbahn) mit dem Abzweig Vor der Reeperbahn (südlich). Durch den Bau der Stephanibrücke und ihrer autobahnähnlichen Zufahrten bis 1968 wurde diese Verbindungen gekappt, beide Straßen (Korffsdeich und Vor der Reeperbahn) wurden zu Sackgassen in Richtung Innenstadt.
Im Rahmen des Konzeptes der Überseestadt an der Stelle des früheren Freihafens wurde diese alte Verbindung fünfzig Jahre später wieder neu geschaffen. Die Eduard-Schopf-Allee beginnt dort, wo vorher die Zubringerfahrbahn am westlichen Ende von Am Wall war und führt dann durch einen neuen Tunnel in die alte Straße Vor der Reeperbahn, jetzt auch Teil der Eduard-Schopf-Allee. Sie und ihre Verlängerung Auf der Muggenburg erschließen seit 2006 mit einer Straßenbahnstrecke in Mittellage die Überseestadt und dort das neue Weser-Quartier u. a. mit dem Weser Tower, dem Haus am Fluss, der Hochgarage sowie anderen Bürogebäuden.

### Verkehr
Die Straßenbahn Bremen durchfährt die Straße mit den Linien 3 (Weserwehr – Gröpelingen) und 5 (Bürgerpark – Europahafen) und tangiert sie Am Wall mit der Linie 2 (Sebaldsbrück – Gröpelingen).

## Gebäude und Anlagen
- Bremer Wallanlagen, hier mit der Buddha-Meditationswiese und einer Fußgängerbrücke zum Stephaniviertel
- Brücken der Bundesstraßen B 6 und B 75
- Brücke der Bahnlinie Bremen–Oldenburg
- 6-gesch. Parkhaus Weser-Quartier von 2012 mit 700 Plätzen auf dem ehemaligen Weserbahnhofgelände nach Plänen von Murphy Jahn; Fassade mit Verbundplatten
- Nr. 1: BLG Industrielogistik
- Nr. 1b: 4-gesch. Büro- und Geschäftshaus der 2010er Jahre (um 2016)
- Nr. 1/1a: 1- und 3-gesch. Büro- und Geschäftshaus mit Restaurant
- Am Weser-Terminal Nr. 1: 22-gesch. Weser Tower von 2010 nach Plänen von Helmut Jahn (USA) für die Siedentopf GmbH (Eduscho); Büros für 800 Personen
- Am Weser-Terminal Nr. 10: 5-gesch. Bürogebäude Haus am Fluss von 2009 nach Plänen der Gruppe GME für die Siedentopf GmbH
- Stephanitorsbollwerk Nr. 1: 6- und 7-gesch. Bürohaus der Deutschen Windtechnik AG